# Guy Charbonneau
Guy Charbonneau PME (ur. 13 stycznia 1946 w Montrealu) – kanadyjski duchowny rzymskokatolicki działający w Hondurasie, w latach 2013–2023 biskup Choluteca.

## Życiorys
Święcenia prezbiteratu przyjął 16 maja 1970 jako członek Zgromadzenia Misji Zagranicznych Prowincji w Québec. Po święceniach został wysłany do Hondurasu i podjął pracę początkowo w diecezji Choluteca (m.in. jako ojciec duchowny niższego seminarium), a następnie w archidiecezji Tegucigalpa (gdzie był m.in. rektorem miejscowych seminariów). W latach 2002–2003 był przełożonym honduraskiego regionu zakonnego, w latach 2003-2008 wikariuszem generalnym zgromadzenia, a w latach 2008-2013 jego przełożonym.
26 stycznia 2013 otrzymał nominację na biskupa diecezji Choluteca. Sakry biskupiej udzielił mu 20 kwietnia 2013 kardynał Óscar Andrés Rodríguez Maradiaga. 26 stycznia 2023 papież przyjął jego rezygnację z pełnionego urzędu, złożoną ze względu na wiek.